# Francesco Casati
Francesco Casati (Brenna, 7 maggio 1939 – Cantù, 11 dicembre 1992) è stato un politico italiano.

## Biografia
Esponente lombardo della Democrazia Cristiana, viene eletto deputato nel 1976, mantiene il seggio alla Camera per quattro legislature, restando quindi a Montecitorio dal 1976 al 1992. Nella IX legislatura è Presidente della Presidente della 6ª Commissione Istruzione e belle arti della Camera dei deputati.
Si spense dopo un infarto, a 53 anni, pochi mesi dopo aver terminato il mandato parlamentare.